# Voie rapide S5 (Pologne)
Pour les articles homonymes, voir S5.
La voie rapide S5 est une voie rapide polonaise d’une longueur prévue de 437,1 km, qui reliera, à terme, le centre-est du pays à Ostróda jusqu'à Wrocław (sixième ville du pays) au sud-ouest, desservant ainsi le centre-ouest de la Pologne et les grandes villes de Bydgoszcz, Poznań, Gniezno et Leszno. 246,3 km ont déjà été ouverts à la circulation. En 2015, près de 210 km sont en construction : toute la route dans les voïvodies de Couïavie-Poméranie et Basse-Silésie ainsi qu'une partie en Grande-Pologne. Il est donc prévu qu'elle soit entièrement ouverte avant 2020.

## Parcours
- Le tronçon entre Nowe Marzy (A1) et la sortie Mieleszyn est en construction : ouvertures prévues entre 2018 et 2019 ; les déviations de Świecie et Szubin sont réalisées.
- 24 Mieleszyn : Mieleszyn, Mielno DK5
  -  Aire de repos Modliszewko (dans les deux sens)
- 25 Gniezno Północ : Gniezno (nord), Łabiszynek, Modliszewo DK15
- 26 Kłecko : Gniezno (centre), Kłecko, Wągrowiec DW190
- 27 Gniezno Południe : Gniezno (sud) (est), Łubowo, Pobiedziska, Poznań DW194
- Aire de service Łubowo (dans les deux sens)
- 28 Łubowo : Łubowo
- 29 Czerniejewo : Pobiedziska, Czerniejewo
  -  Aire de repos Wagowo (dans les deux sens)
- 30 Iwno : Iwno, Pobiedziska
- 31 Kostrzyn : Poznań (est), Kostrzyn, Swarzędz, Nekla, Września DK92
- 32 Strumiany : Strumiany, Kostrzyn, Środa Wielkopolska
- Aire de service Czerlejnko (dans les deux sens)
- 33 Kleszczewo : Kleszczewo, Kórnik, Swarzędz DW434
- Tronçon en commun avec l'autoroute A2.
- Échangeur entre S5 et A2 34 Poznań Wschód : Września, Łódź, Varsovie
- Aire de service Tulce (sens Kukuryki-Świecko)
- Aire de service Krzyżowniki (sens Świecko-Kukuryki)
- Tronçon en commun avec l'autoroute A2 et la voie rapide S11.
- Échangeur entre S5, A2 et S11 Poznań Krzesiny : Poznań (est) (centre) DW433, Kórnik, Katowice S11
- Poznań Luboń : Poznań (centre, Wilda), Luboń, Puszczykowo, Mosina DW430
- Poznań Komorniki : Poznań (Grunwald) DW196, Stęszew, Komorniki
- Échangeur entre S5, A2 et S11 35 Poznań Zachód : Poznań (ouest), Świecko (frontière allemande), Berlin, Koszalin, Piła
- 36 Konarzewo : Chomęcice, Dopiewo, Konarzewo
- Échangeur entre S5 et DK32 37 Stęszew : Stęszew, Zielona Góra
- 38 Mosina : Granowo, Kórnik, Mosina DW431
- 39 Czempiń : Czempiń
- 40 Kościan Północ : Gostyń, Grodzisk Wielkopolski, Kościan DW308
- 41 Kościan Południe : Kościan, Ponin
- 42 Śmigiel Północ : Czacz, Śmigiel
- 43 Śmigiel Południe : Nietążkowo, Śmigiel
- 44 Lipno : Lipno, Leszno (nord) DW309
- 45 Święciechowa : Leszno (ouest), Święciechowa
- 46 Leszno Zachód : Leszno, Kalisz, Głogów DK12
- 47 Leszno Południe : Leszno (sud), Góra DW323
- Rydzyna : Leszno (sud), Rydzyna DW309
- Bojanowo : Bojanowo
  -  Aire de repos Gołaszyn Zachód (sens  Nowe Marzy-Wrocław)
  -  Aire de repos Gołaszyn Wschód (sens  Wrocław-Nowe Marzy)
- Rawicz : Rawicz, Lubin, Miejska Górka, Krotoszyn, Ostrów Wielkopolski DK36
  -  Aire de repos Folwark Zachód (sens  Nowe Marzy-Wrocław)
  -  Aire de repos Folwark Wschód (sens  Wrocław-Nowe Marzy)
- 51 Korzeńsko: Korzeńsko
- 52 Żmigródek: Żmigródek, Żmigród DW439
- 53 Żmigród: Żmigród DW339
  -  Aire de service Morzęcino Zachód (sens Nowe Marzy-Wrocław) (en construction)
  -  Aire de service Morzęcino Wschód (sens Wrocław-Nowe Marzy) (en construction)
- 54 Krościna: Krościna
- 55 Prusice: Prusice
- 56 Trzebnica: Krotoszyn, Trzebnica, Ścinawa, Wołów DK15 DW340
- 57 Kryniczno: Kryniczno, Wisznia Mała
- 58 Wrocław Północ: Wrocław (nord, centre) DK5 E261
- Échangeur entre S5 et A8 Wrocław Północ : Varsovie, Kudowa-Zdrój, Wrocław, Lubawka
- Le tronçon entre Wrocław et Bolków est en projet